# Deliry & Fils
Deliry & Fils de la ville Soissons commence à produire des automobiles en 1900. En 1901, après seulement deux ans sur le marché, la production s’arrête.

## Historique
Le seul modèle était équipé d’un moteur V2 espacé de 30 degrés qui produisait 4 ch. L’alésage était de 80 mm et la course de 100 mm avec 1005 cm³. La vitesse maximale était de 1000 à 1400 tours par minute. La boîte de vitesses avait quatre vitesses. La réduction des quatre vitesses était de 1:5 ; 1:3,5 ; 1:2 et 1:1. Les vitesses maximales dans les rapports individuels étaient de 6 km/h, 12 km/h, 21 km/h et 30 km/h. La voiture était disponible avec un moteur refroidi par air, qui avait alors un poids total de 320 kg. Avec un moteur refroidi à l’eau, le véhicule pesait alors 400 kg. La puissance motrice était transmise à l’essieu arrière par l’intermédiaire d’une chaîne. Le corps a été conçu en forme de tonneau. Le biplace pesait 320 kg et la vitesse de pointe était de 30 km/h. Les pneus avaient un diamètre de 700 mm à l’avant et de 750 mm à l’arrière. Le réservoir de carburant avait une capacité de 8 litres. Le rayon de braquage n’était que de 5 m. Le véhicule était vendu sous la marque  Colliot.